# پیک (فیلم ۲۰۱۹)
پیک (به انگلیسی: The Courier) نام یک فیلم اکشن محصول ۲۰۱۹ مشترک آمریکا و بریتانیاست. فیلم را زاکاری ادلر کارگردانی کرده و سناریوی آن را اندی کانوی و نیکی تیت نگاشته‌اند. اولگا کوریلنکو، گری اولدمن، آمیت شاه و کریگ کانوی در این فیلم به ایفای نقش پرداخته‌اند. فیلم در ۲۲ نوامبر ۲۰۱۹ از سوی لاینزگیت فیلمز در آمریکا منتشر شده‌است.

## داستان
محاکمه‌ای برای اثبات جنایت یک مأمور صاحب نام آمریکایی، در آمریکا در جریان است. همزمان در بریتانیا مأموران قرار است از جان یک شاهد عینی که شاهد جنایت اوست محافظت کنند؛ ولی تعدادی از مأموران قصد از میان بردن شاهد را دارند. در این میان یک پیک موتوری (با بازی اولگا کوریلنکو)، که در اصل یک سرباز آموزش‌دیده ترک‌خدمت‌کرده‌است، جان شاهد مورد نظر را نجات می‌دهد.